# Csóka Sándor
Borbátvizi Csóka Sándor (Brád, 1841 – Szeged, 1905. május 1.) színész, igazgató. 

## Pályafutása
Csóka Sándor és Mohácsi Borbála fia. Szilágysomlyón városi tisztviselő volt, s mint ilyen kedvet kapott a színészethez és 1869. október 1-én beállt színésznek Szegedi Mihályhoz. 1871-ben színigazgatásba fogott, s hamarosan és a vidék egy legtekintélyesebb vezetője lett. Megfordult Pécsett, Baján, Kassán; 1885 és 1889 között Kolozsváron volt színigazgató, később Szabadkára ment, majd Miskolcra és Győrbe. Sikeres vezetője volt a Budai Színkörnek. Szerelmes és jellemszerepekben láthatta a közönség, valamint ilyen témában rendezett is. Társulatával sikeres előadásokat szervezett, kedvelt, népszerű igazgató volt.
Első neje Pozsonyi Júlia szende, második neje Almássy Júlia, anyaszínésznő (később Baróti Antal színész felesége) akivel 1896. december 15-én kötött házasságot.

## Működési adatai
- 1869–71: Szegedy Mihály, Egri, Szuper Károly.

### Igazgatóként
- 1871: Orosháza;
- 1872: Déva;
- 1873: Marosvásárhely;
- 1874: Szamosújvár;
- 1875: Szászváros;
- 1876: Brassó;
- 1877: Baja;
- 1878–80: Pécs;
- 1880: Baja;
- 1881: Szabadka;
- 1882–86: Kassa;
- 1884: Budai Színkör;
- 1886: Kolozsvár;
- 1887: Székesfehérvár;
- 1888–93: Szabadka;
- 1893–96: Miskolc;
- 1896: Győr;
- 1897–99: Kecskemét;
- 1899–1901: Miskolc.